# Francis Bazire
Francis Bazire   (Écalles-Alix, 17 d'abril de 1939 - Rouen, 16 de gener de 2022) va ser un ciclista francès que fou professional entre 1965 i 1966. Com amateur guanyar una medalla d'or als Jocs del Mediterrani de 1963 i una medalla de plata al Campionat del món en ruta de 1963, per darrere de l'italià Flaviano Vicentini.

## Palmarès
- 1962
  -  Campió de França amateur en ruta
  - 1r al Tour d'Eure-et-Loir
- 1963
  - Medalla d'or als Jocs del Mediterrani de 1963 en ruta
  - 1r al Tour d'Eure-et-Loir